# Silver (groupe)
Pour les articles homonymes, voir Silver.
Silver est un groupe de country rock américain fondé au début des années 1970.

## Membres
Les membres du groupe comprennent John Batdorf, chanteur principal et guitariste, Brent Mydland, claviste et chanteur, Tom Leadon, bassiste et chanteur, Greg Collier, guitariste et chanteur et Harry Stinson percussionniste. Phil Hartman conçoit la pochette de leur seul album Silver.

## Albums
- 1976 : Silver